# Naučná stezka Naše stromy
Naučná stezka Naše stromy je naučná stezka, která spojuje Křižánky a vrch Sochův kout. Tematicky je zaměřena na stromy v okolí Křižánek. Její celková délka je cca 1,1 km a nachází se na ní 25 zastavení.
Stezka začíná v Křižánkách u obecního úřadu, odkud vede po modré turistické značce na Devět skal. Končí pod vrchem Sochův kout v místech křižovatky dvou lesních silniček. První zastavení se nachází za starým náhonem, poslední na okraji lesa.

## Zastavení
- Olše lepkavá
- Olše šedá
- Jeřáb ptačí – jedlý
- Bříza bělokorá
- Javor klen
- Jeřáb ptačí – nejedlý
- Smrk Pančičův
- Hloh jednosemenný
- Smrk pichlavý – nesprávně smrk stříbrný
- Lípa velkolistá
- Javor mléč
- Jasan ztepilý
- Jilm drsný
- Osika obecná
- Vrba jíva
- Borovice lesní
- Jedle bělokorá
- Lípa srdčitá
- Smrk ztepilý
- Buk lesní
- Jeřáb oskeruše
- Modřín opadavý
- Třešeň ptačí
- Javor babyka
- Jeřáb prostřední